# Most Alcántara
Most Alcántara (hiszp. Puente de Alcántara) – sześciołukowy rzymski most nad rzeką Tag w pobliżu miasta Alcántara. Most liczy 194 m długości i składa się z sześciu przęseł o rozpiętości od 14 do 29 metrów z wyjątkowo wysokimi łukami. Na jego cześć nazwano pobliskie miasto Alcántara (po arabsku al-Qantara znaczy ‘most’). Pomost wznosi się prawie 50 metrów nad korytem rzeki. Na środku mostu wznosi się łuk triumfalny wysokości 10 m, z dedykacją dla panującego wówczas cesarza Trajana, który urodził się w Hiszpanii. Most wybudowany całkowicie bez zaprawy murarskiej. Zbudował go w latach 104–106 n.e. architekt Gajusz Juliusz Lacer i od ukończenia budowy most nie zmienił się. Budowla służy do dziś, choć kilka razy uszkodzono ją w trakcie wojen.